# 瓊斯岩
66°34′S 97°50′E / 66.567°S 97.833°E
瓊斯岩是南極洲的岩石，位於瑪麗皇后地的溫德斯灣東岸，處於阿維蘭奇岩西南面7公里，由澳大利亞探險家率領的探險隊發現，以隨隊的醫生命名。